# Ricardo Vilana
Ricardo Gomes Vilana (San Paolo, 18 luglio 1981) è un ex calciatore brasiliano, di ruolo centrocampista.

## Caratteristiche tecniche
Giocava come mediano.

## Carriera

### Club
Dopo aver trascorso i primi anni di carriera nelle serie inferiori del calcio brasiliano, nel 2006 è approdato in Europa, firmando con l'Unirea Urziceni. Con il club rumeno ha disputato 74 incontri di campionato, vincendo la Liga I 2008-2009 e debuttando in UEFA Champions League.
Nella stagione 2010-2011 ha militato fra le file dello Steaua Bucarest, dove ha vinto una Cupa României, disputando in totale 23 incontri fra campionato e coppe.
La stagione successiva si è trasferito agli azeri del Xəzər-Lənkəran. Rimasto svincolato, Nel luglio 2013 ha firmato per l'FC Andorra, dove ha disputato una stagione e mezza prima di fare ritorno in Brasile.

## Palmarès

### Club

#### Competizioni nazionali
- Campionato rumeno: 1

Unirea Urziceni: 2008-2009
- Cupa României: 1

Steaua Bucarest: 2010-2011